# بخش دشمن‌زیاری
بخش دشمن‌زیاری یکی از بخش‌های شهرستان ممسنی در استان فارس ایران است. مرکز این بخش روستای دولت‌آباد می‌باشد.

## مردم
مردم این بخش لر هستند و به زبان لری  سخن می گویند.

## تقسیمات کشوری
- بخش دشمن‌زیاری
  - دهستان دشمن‌زیاری
  - دهستان مشایخ

## جمعیت
بنابر سرشماری مرکز آمار ایران، جمعیت بخش دشمن زیاری شهرستان ممسنی در سال ۱۳۹۵ برابر با ۹٬۳۲۶ نفر بوده‌است.